# África do Sul nos Jogos Olímpicos de Verão de 1908
A África do Sul participou dos Jogos Olímpicos de Verão de 1908 em Londres, no Reino Unido. Conquistou 1 medalha de ouro, 1 medalha de prata e nenhuma de bronze, somando duas no total. Os historiadores olímpicos tendem a separar os resultados sul-africanos dos britânicos, apesar da falta de independência da África do Sul, de maneira semelhante à separação dos resultados dos concorrentes da Austrália antes de 1901.